# Protinopalpa
Protinopalpa és un gènere d'arnes de la família Crambidae.

## Taxonomia
- Protinopalpa ferreoflava Strand, 1911
- Protinopalpa subclathrata Strand, 1911